# Championnats du monde de taekwondo 1973
Les Championnats du monde de taekwondo 1973 se sont déroulés du 25 au 27 mai à Séoul (Corée du Sud).
Il s'agissait là de la toute première édition de cette compétition. 19 nations étaient représentées par 200 athlètes et autres membres.
Seulement 2 épreuves de figuraient au programme: les catégories poids léger et poids lourds masculines. Aucune épreuve féminine ne figurait au programme. 

## Hommes
| Catégorie                              | Or            | Argent      | Bronze            |
| -------------------------------------- | ------------- | ----------- | ----------------- |
| Poids léger (fourchette non précisée)  | Ki Hyung Lee  | Chavero     | Joe Hays          |
| Poids léger (fourchette non précisée)  | Ki Hyung Lee  | Chavero     | George Karrenberg |
| Poids lourds (fourchette non précisée) | Jeong Tae Kim | Mike Warren | Almond Cheeks     |
| Poids lourds (fourchette non précisée) | Jeong Tae Kim | Mike Warren | Raimond Sell      |

## Femmes
Aucune épreuve

## Tableau des médailles
| Rang | Nation               | Or | Argent | Bronze | Total |
| ---- | -------------------- | -- | ------ | ------ | ----- |
| 1    | Corée du Sud         | 2  | 0      | 0      | 2     |
| 2    | États-Unis           | 0  | 1      | 3      | 4     |
| 3    | Allemagne de l'Ouest | 0  | 1      | 1      | 2     |
| 4    | Autriche             | 0  | 0      | 0      | 0     |
| 4    | Brunei               | 0  | 0      | 0      | 0     |
| 4    | Canada               | 0  | 0      | 0      | 0     |
| 4    | Taipei chinois       | 0  | 0      | 0      | 0     |
| 4    | Côte d'Ivoire        | 0  | 0      | 0      | 0     |
| 4    | Salvador             | 0  | 0      | 0      | 0     |
| 4    | France               | 0  | 0      | 0      | 0     |
| 4    | Guatemala            | 0  | 0      | 0      | 0     |
| 4    | Hong Kong            | 0  | 0      | 0      | 0     |
| 4    | République khmère    | 0  | 0      | 0      | 0     |
| 4    | Malaisie             | 0  | 0      | 0      | 0     |
| 4    | Mexique              | 0  | 0      | 0      | 0     |
| 4    | Philippines          | 0  | 0      | 0      | 0     |
| 4    | Japon                | 0  | 0      | 0      | 0     |
| 4    | Singapour            | 0  | 0      | 0      | 0     |
| 4    | Ouganda              | 0  | 0      | 0      | 0     |